# Ayuntamiento de Baracaldo
El Ayuntamiento de Baracaldo (en euskera: Barakaldoko Udala) es el órgano encargado del gobierno y administración del municipio de Baracaldo, situado en la provincia de Vizcaya, País Vasco, España. Está presidido por el alcalde. En 2023 ocupa dicho cargo Amaia del Campo, del PNV.

## Alcaldes
| Periodo   | Nombre                                                         | Partido                                                       |
| --------- | -------------------------------------------------------------- | ------------------------------------------------------------- |
| 1979-1983 | Josu Sagastagoitia Monasterio                                  | Euzko Alderdi Jeltzalea-Partido Nacionalista Vasco (EAJ-PNV)  |
| 1983-1987 | José María Ramírez Orrantia                                    | Partido Socialista de Euskadi (PSE PSOE)                      |
| 1987-1991 | José María Ramírez Orrantia                                    | Partido Socialista de Euskadi (PSE PSOE)                      |
| 1991-1995 | Carlos Pera                                                    | Partido Socialista de Euskadi (PSE PSOE)                      |
| 1995-1999 | Carlos Pera                                                    | Partido Socialista de Euskadi-Euskadiko Ezkerra (PSE-EE PSOE) |
| 1999-2003 | Carlos Pera                                                    | Partido Socialista de Euskadi-Euskadiko Ezkerra (PSE-EE PSOE) |
| 2003-2007 | Tontxu Rodríguez                                               | Partido Socialista de Euskadi-Euskadiko Ezkerra (PSE-EE PSOE) |
| 2007-2011 | Tontxu Rodríguez                                               | Partido Socialista de Euskadi-Euskadiko Ezkerra (PSE-EE PSOE) |
| 2011-2015 | Tontxu Rodríguez (2011-2013) Alfonso García Alonso (2013-2015) | Partido Socialista de Euskadi-Euskadiko Ezkerra (PSE-EE PSOE) |
| 2015-2019 | Amaia del Campo Berasategi                                     | Euzko Alderdi Jeltzalea-Partido Nacionalista Vasco (EAJ-PNV)  |
| 2019-2023 | Amaia del Campo Berasategi                                     | Euzko Alderdi Jeltzalea-Partido Nacionalista Vasco (EAJ-PNV)  |
| 2023-act. | Amaia del Campo Berasategi                                     | Euzko Alderdi Jeltzalea-Partido Nacionalista Vasco (EAJ-PNV)  |

## Pleno
| Partido político | Partido político                                              | 2023     | 2019     | 2015     | 2011   | 2007   | 2003   | 1999   | 1995   |
| Partido político | Partido político                                              | Ediles   | Ediles   | Ediles   | Ediles | Ediles | Ediles | Ediles | Ediles |
|                  | Euzko Alderdi Jeltzalea-Partido Nacionalista Vasco (EAJ-PNV)  | 11       | 11       | 8        | 7      | 5      | 7      | 6      | 7      |
|                  | Partido Socialista de Euskadi-Euskadiko Ezkerra (PSE-EE PSOE) | 7        | 8        | 8        | 8      | 11     | 9      | 9      | 9      |
|                  | Euskal Herria Bildu (EH Bildu)-Bildu                          | 5        | 3        | 4        | 4      | —      | —      | —      | —      |
|                  | Elkarrekin Podemos (EP)-Irabazi-Ezker Anitza-IU-Equo Berdeak  | 2        | 4        | 4        | —      | —      | —      | —      | —      |
|                  | Partido Popular del País Vasco (PP)                           | 2        | 1        | 3        | 5      | 4      | 5      | 5      | 5      |
|                  | Euskal Herritarrok (EH)-Herri Batasuna (HB)                   | —        | —        | —        | —      | —      | —      | 3      | 2      |
|                  | Ezker Batua-Berdeak (EB-B)                                    | —        | —        | Irabazi  | 1      | 2      | 3      | 2      | 4      |
|                  | Eusko Alkartasuna (EA)                                        | EH Bildu | EH Bildu | EH Bildu | Bildu  | 3      | PNV    | PNV    | 0      |

## Resultados electorales
| Partido político                                              | 2023     | 2023     | 2023       | 2019     | 2019     | 2019       | 2015     | 2015     | 2015       | 2011   | 2011  | 2011       | 2007   | 2007  | 2007       |
| Partido político                                              | Votos    | %        | Concejales | Votos    | %        | Concejales | Votos    | %        | Concejales | Votos  | %     | Concejales | Votos  | %     | Concejales |
| Euzko Alderdi Jeltzalea-Partido Nacionalista Vasco (EAJ-PNV)  | 15 403   | 35,71    | 11         | 18 897   | 38,21    | 11         | 12 542   | 26,94    | 8          | 11 283 | 24,92 | 7          | 9785   | 20,87 | 5          |
| Partido Socialista de Euskadi-Euskadiko Ezkerra (PSE-EE PSOE) | 10 338   | 23,97    | 7          | 13 265   | 26,82    | 8          | 12 490   | 26,83    | 8          | 13 168 | 29,08 | 8          | 19 296 | 41,15 | 11         |
| Elkarrekin Podemos (EP)-Irabazi-Ezker Anitza-IU-Equo Berdeak  | 3782     | 8,77     | 2          | 6532     | 13,21    | 4          | 5582     | 11,99    | 4          | —      | —     | —          | —      | —     | —          |
| Euskal Herria Bildu (EH Bildu)-Bildu                          | 6990     | 16,20    | 5          | 5529     | 11,18    | 3          | 6613     | 14,20    | 4          | 6959   | 15,37 | 4          | —      | —     | —          |
| Partido Popular del País Vasco (PP)                           | 3103     | 7,19     | 2          | 3049     | 6,17     | 1          | 4274     | 9,18     | 3          | 7908   | 17,47 | 5          | 7714   | 16,45 | 4          |
| Ezker Batua-Berdeak (EB-B)                                    | —        | —        | —          | —        | —        | —          | Irabazi  | Irabazi  | Irabazi    | 2759   | 6,09  | 1          | 3465   | 7,39  | 2          |
| Eusko Alkartasuna (EA)                                        | EH Bildu | EH Bildu | EH Bildu   | EH Bildu | EH Bildu | EH Bildu   | EH Bildu | EH Bildu | EH Bildu   | Bildu  | Bildu | Bildu      | 4936   | 10,53 | 3          |

## Evolución de la deuda viva municipal
El concepto de deuda viva contempla sólo las deudas con cajas y bancos relativas a créditos financieros, valores de renta fija y préstamos o créditos transferidos a terceros, excluyéndose, por tanto, la deuda comercial.
| Gráfica de evolución de la deuda viva del Ayuntamiento entre 2008 y 2023                            |
| |
| Deuda viva del Ayuntamiento de Baracaldo, en miles de euros, según datos del Ministerio de Hacienda |